# 모랫등
모랫등이란 하천의 한가운데에 상류로부터 흘러들어온 모래가 쌓여 섬의 형태를 띠게 된 지형을 말한다.
지형, 유속 또는 강물의 흐름변화에 따라 장기적으로 상당한 크기의 섬(하중도)이 되거나 육지와 연결되기도 하고, 깎여서 사라지기도 한다. 퇴적작용에 의하여 형성되므로 하천의 상류보다는 중류나 하류에 주로 형성되며, 도심을 가로지르는 강에 생긴 모랫등 중 커다란 섬이 된 것은 시가지의 일부를 형성한다. 한강의 여의도, 평양 대동강의 릉라도 등이 대표적인 예이다.
모랫등이 커져서 일정한 규모가 되면 풀이 자라면서 작은 생태계가 형성되는데, 이것을 별도로 풀등이라 한다. 철새도래지로 유명한 낙동강 하구의 을숙도가 대표적이다.

## 같이 보기
- 섬